# 不可偷盗
“不可偷盗”（羅馬化：Lōʾ tig̲nōb̲）是犹太妥拉（基督徒所称的《旧约》前五卷）中的十诫之一， 被法律学者、犹太学者、天主教神学家及宗教改革后学者广泛视为道德规范。
根据犹太经典释义，此条诫命中的“偷盗”传统上被解释为偷取“人”，即绑架。 在犹太传统语境下，这条诫命更准确的翻译为“不可拐骗人口”。此类行为被视为死罪，因此被列入十诫之中。
然而，在非犹太传统中，该诫命更常被解释为禁止未经允许取得他人财产，即偷窃。这种行为虽在希伯来圣经中也被禁止，但通常不被定为死刑罪。

## 古代用法
部分学者（如德国旧约学者阿尔布雷希特·阿尔特于1953年发表的论文《十诫中禁止盗窃的命令》）认为，此条诫命最初旨在禁止人口贩卖与奴役行为，与犹太教《塔木德》中“不可拐骗人口”的解读一致（《Sanhedrin》86a）。
原文中“偷盗”一词为希伯来语“gneva”。在希伯来圣经中，多次提到偷窃的禁令及其负面后果。例如，《创世记》中记载拉结在离开其父拉班家时偷走了家中的偶像物品。 拉班愤怒追赶雅各，企图报复，但拉结将盗物藏起，成功避过检查。
《出埃及记》21:16 与《申命记》24:7 使用相同词语来描述“拐骗人”，并规定此类罪应判死刑。
不过，“偷盗”一词在希伯来语中更多地用于指窃取物品。此类行为虽需赔偿，但不处以死刑。若小偷夜间入室行窃并威胁到住户人身安全，其被杀也可能被视为合理自卫。《出埃及记》22:1–9 中规定，即使是在意外情况下，如牲畜进入他人田地造成损失，也应予以赔偿。
《利未记》则进一步将偷窃、抢劫等行为与“爱人如己”的道德准则联系起来，禁止在交易中欺诈与虚假陈述，不可克扣工人的工钱，邻里之间应彼此诚实、公平审判。
若因饥饿而偷窃，按律法需赔偿七倍； 若小偷无法赔偿，则可能被卖为奴隶以抵偿损失。
若小偷忏悔，他可归还所盗之物，并加上五分之一的价值赔偿；此外还需带一只无残疾的公羊（或等价祭物）作为赎愆祭给祭司，由祭司为他向主赎罪，他便可获得宽恕。
《箴言》中，一位名叫亚古珥的智者求神不使他贫穷或富有，怕因贫困而盗，或因富裕而骄傲。 《箴言》9:16 指出，认为“偷来的水是甜的，暗吃的饼是美的”乃是愚昧之言，值得警惕。
合谋犯罪者亦被视为憎恶自身生命之人，知情却无法作证也是一种危险的共犯行为。 同样，在《以赛亚书》、《耶利米书》和《罗马书》中，对统治者贪赃枉法、受贿行贿的行为进行了谴责，认为此等行径会腐蚀整个社会秩序。
《箴言》还对比了因饥饿偷盗者与奸夫被丈夫发现时的情形：前者虽必须赔偿所有家产，但受害人不轻易责备他；后者则会遭受愤怒、不赦与羞辱，无法以金钱赎罪。 《撒迦利亚书》描绘神诅咒盗贼之家和假誓者之家；《耶利米书》则称，盗贼被捉时必感羞耻。

## 犹太教教义
犹太律法将诫命总数列为613条诫命，其中包括禁止偷窃的条款，以及一系列有关保护私人财产和司法公正的指令。

467. 不可暗中偷窃金钱（《利未记》19:11）

468. 法庭必须对窃贼执行惩罚（《出埃及记》21:37）

469. 每个人都必须确保自己的秤和砝码准确无误（《利未记》19:36）

470. 不可用秤与砝码作不公之事（《利未记》19:35）

471. 即便不用，也不可拥有不准确的秤和砝码（《申命记》25:13）

472. 不可挪动地界来窃取他人财产（《申命记》19:14）

473. 不可拐骗他人（《出埃及记》20:13）

474. 不可公开抢劫（《利未记》19:13）

475. 不可拖欠工资或拒绝偿还债务（《利未记》19:13）

476. 不可贪恋并图谋占有他人财物（《出埃及记》20:14）

477. 不可起贪心渴望他人之物（《申命记》5:18）

478. 应归还被抢的物品或其等值（《利未记》5:23）

479. 不可忽视他人丢失的物品（《申命记》22:3）

480. 应归还他人丢失的物品（《申命记》22:1）

481. 法庭必须对殴打他人或破坏他人财产者进行惩处（《出埃及记》21:8）
 —  《诫命书》，迈蒙尼德 
迈蒙尼德（拉姆班）认为，偷窃行为是由贪欲逐渐演变而来的，最终甚至可能导致谋杀。当一个人因贪欲而无法正当取得所渴望的物品时，他可能会采取暴力手段，甚至杀人。
贪欲导致起贪心，贪心又导致偷窃。因为若物主不愿出售，即便价格合适并被多番劝说，对方仍可能会去偷，如《弥迦书》2:2所写：“他们贪图田地，就占为己有。” 若物主试图阻止其偷窃或索回其物，他便可能动手杀人。你可以从亚哈与拿伯的例子中得知真相。
 —  迈蒙尼德
迈蒙尼德所举的亚哈与拿伯的例子，出自《列王纪上》第21章：以色列王亚哈希望买下靠近其宫殿的耶斯列人拿伯的葡萄园作为菜园，遭到拿伯拒绝，他说：“愿Lord不让我将祖先的产业转让给你！” 随后，亚哈的妻子耶洗别伪造国王的命令，命令拿伯城中的长老与贵族指派两个恶人作假证，说拿伯咒骂神与王。拿伯因而被石头打死，亚哈遂夺取了他的葡萄园。上主对此极为愤怒，派先知以利亚宣告对亚哈与耶洗别的审判。

## 新约教义
新约重申了“不可偷盗”的诫命，并警告其在灵性上的严重后果。 同时，新约维护了私人财产权与政府执行公正刑罚的正当性。 偷盗者被劝勉不再偷窃，而是“要亲手作正经事，就可有余分给那缺少的人”。
托马斯·阿奎那将偷盗分为五种类型：暗中偷窃、暴力夺取、拖欠工钱、欺诈、以及以贿赂手段获取职位。
伪善的盗贼形象体现在犹大·伊斯加略身上：他暗中挪用耶稣和门徒为穷人募集的金钱。当抹大拉的马利亚用珍贵的哪哒香膏膏抹耶稣时，犹大假惺惺地说那香膏应当变卖济贫，实则贪图其中的利益。 同样，也有些法利赛人像犹大那样，自己偷盗却教导他人不可偷盗。
新约虽然肯定私人财产权，但更强调信靠上帝而非倚赖物质财富。人心往往在“爱神”与“爱钱财”之间挣扎。《提摩太前书》称：“贪财是万恶之根。” 同样，《马太福音》也记载：
不要为自己积攒财宝在地上，地上有虫子咬，也有锈蚀，还有贼挖窟窿来偷。只要积攒财宝在天上，天上没有虫子咬，没有锈蚀，也没有贼来偷。因为你的财宝在哪里，你的心也在那里……一个人不能事奉两个主：不是恨这个爱那个，就是重这个轻那个。你们不能又事奉神，又事奉玛门（财利）。
 — 《马太福音》6:19–24
《哥林多前书》指出，偷盗者、欺诈者、贪婪者与奸淫者、拜偶像者、淫乱者一样，若不悔改将无法承受神的国；但弃绝这些罪的人可以因耶稣之名而被称义、得以圣洁。
“不可偷盗”这条诫命也被视为“爱人如己”教义的自然延伸。 而对“不可贪恋”的强调，则提醒人应控制内心的欲望与思想。
托马斯·阿奎那指出，就如“不可杀人”是禁止伤害邻人的生命，“不可奸淫”是禁止伤害婚姻中的配偶，“不可偷盗”则是禁止伤害邻人的财产。

## 天主教教义
天主教教义认为“不可偷盗”这一诫命是“爱人如己”原则的具体体现。《天主教教理》中写道：
第七条诫命禁止不公正地夺取或保留他人财物，或在涉及他人财产的任何方面对其造成伤害。它要求在管理世俗财产和人类劳动成果方面秉持正义与爱德。为促进公共利益，该诫命要求尊重万物共享的目的以及尊重私人财产权。
 — 《天主教教理》
天主教认为，在经济事务中，尊重人的尊严需要践行三种德行：节制（调节对世俗财物的依附）、正义（维护他人权利，给予其应得之物）以及团结（按照金律对待他人）。 即使行为未明显违背世俗法律，只要是不公正地占有或保留他人财物，也违反第七条诫命。这包括：故意不归还借物或拾得之物、商业欺诈、支付不公工资、利用他人无知或困境哄抬物价等。
此外，下列行为也被视为道德上不可接受：通过人为操纵价格进行投机、贿赂司法或行政人员以改变判决、将企业共有财产占为私用、敷衍应付的工作、逃税、伪造支票或发票、过度消费与浪费。有意破坏私人或公共财产也是违反道德律法的行为，需做出赔偿。此外，天主教强调契约与承诺必须严格履行，一切不公行为都必须赔偿受害者。
根据托马斯·阿奎那的观点，天主教教义认为：“若情况十分紧急，显然必须以现有一切方式满足当下需求（例如人处于迫在眉睫的危险中，别无他法可救），那么人可以借用他人财物，无论是公开还是私下，此举不应被视为偷窃或抢劫。”
天主教教义也支持“隐秘补偿”的原则，即若当事人遭受明确不公，且无法通过正常途径获得赔偿时，可以在道德上适当补偿自己所失。
教会教导指出，耶稣要求他的门徒在一切事上将他置于首位，并愿意为他及福音的缘故“舍弃自己的一切”。 耶稣称赞耶路撒冷的贫穷寡妇，因为她在贫困中奉献了自己所有的生计。 对财物的超脱被视为进入天国的必要条件。
“神貧的人是有福的”，意即那些未满足物质欲望的人，更容易在耶稣基督里寻求灵性满足。主哀叹富人，因为他们在物质丰裕中已得安慰。
 — 《瑪竇福音》5:3
“我要见到上主”——这才是人类真正的渴望。只有永生之水，才能止息对上主的渴望。 对尘世财富的依附是一种束缚。《圣经》所提供的解药是：追求并寻得上主，从而获得真正的幸福。圣徒必须依靠从天而来的恩宠，与属世的诱惑抗争，以获得上主所应许的善果。忠信的基督徒要“治死”自己的私欲，靠天主的恩典战胜享乐与权势的诱惑。 正如经上所言：“人就是赚得全世界，赔上自己的生命，有什么益处呢？”

## 新教教义
马丁·路德认为，“不可偷盗”这条诫命体现了上帝保护私人财产权的旨意。他认为该诫命不仅禁止非法占有他人财物，也禁止在市场、职场或其他交易场所中一切不公正或欺诈行为。路德还指出，如果疏忽或懈怠导致雇主遭受损失，这种失职行为也违反了该诫命。同样，在受雇期间的懒惰、不忠，也是一种比“小偷小摸”更严重的欺骗行为，即使装上锁也无法防范。
此外，在市场与一般贸易中，这类现象尤为猖獗：用劣质商品、虚假度量衡、伪币，或通过巧妙诡计行骗，公开欺诈他人；同样，在交易中虚抬价格、强人所难者，也属此列……因此，这类人也被称作“坐椅上的强盗”、“陆地与公路上的劫匪”，不同于那些撬锁、偷偷拿走现款的小偷，而是安坐家中、自称贵族或正经市民，却在体面外衣之下行盗窃之实。
 — 马丁·路德，《大教理问答》
路德教导说，每个人都有责任在上帝的命令之下，不仅要避免伤害邻舍，不可剥夺他人利益，或在交易中不忠与恶意，更要忠实维护他人财产，尽力保障与促进邻人的益处，尤其是在自己收受了薪资、报酬与生活来源之后。违背此诫命者也许能逃脱法律惩处，却无法逃脱上帝的忿怒。路德强调，这种教导必须向青少年灌输，使他们不随波逐流，而是专心遵行上帝的命令，“以免上帝的忿怒临到他们”。
約翰·加尔文认为，因为上帝憎恶一切不义行为，该诫命的目的就是要人“各尽其分”。此诫命禁止人贪图他人之物。加尔文指出，人的所有一切并非偶然得来，而是神所分配的产业，因此任何将财产用于不当之处的行为，都是对神之安排的蔑视。加尔文强调，上帝洞察一切狡诈之人的诡计——他们为图谋简单人之财产早已设下圈套。
加尔文认为，该诫命不仅适用于金钱、商品或土地，也涵盖一切合法权益。若有人忽略自己应尽的义务，就是在伤害邻舍，也因此招致上帝的忿怒。代理人或懒惰的管家若挥霍主人的产业、未尽其责，亦属偷窃；仆人若轻视主人的生命与财产、泄露机密、背信弃义，亦是罪过。同样，若主人残酷对待家人、剥夺工人报酬，也是在神面前犯下盗罪。
加尔文还教导说，顺服此诫命要求人满足于自己的份，不以不义手段谋利，不藉剥削邻舍以增益己身，也不可“用他人鲜血堆积财富”。基督徒应尽力帮助他人保全财产，甚至宁愿在面对奸诈之人时吃些亏，也不可与其争夺。加尔文认为，基督徒应以自己的余裕扶助有困之人。
每个人都应思量自己在本分与位置上所欠邻舍之义，并将所欠之物尽数偿还。我们当常常记念律法的赐予者，明白这律法要求我们既要用心思意念，也要用双手来促进并保护他人的利益与便利。
 — 加尔文
马太·亨利则认为，“不可偷盗”之诫适用于非法夺取、罪恶消费及过度节俭。他主张，人不可强取他人财物，不可侵占地界，应归还遗失之物，偿还债务、地租、工钱、税款与什一奉献。
这条诫命禁止人以罪恶方式浪费自身财物，或因过度节俭而剥夺自己享用的权利；也禁止通过移界夺地、入户窃物、强买强卖、不归还借物或遗失之物、拖欠债务、租金、工资、甚至通过篡改货币、偷税漏税、挪用圣物来偷盗公共财产与宗教奉献。
 — 马太·亨利

## 延伸阅读
- .   [2009年10月29日]. （原始内容存档于1999年8月31日）.
- 《圣经·英文标准版》，2007年，Crossway出版社，伊利诺伊州惠顿，ISBN 1-58134-379-5
- 《新耶路撒冷圣经》，1985年[54]
- 《NIV研读圣经》，1995年，Zondervan出版社
- 《天主教教理》，2003年，美国天主教会，ISBN 0-385-50819-0[55]
- . . 由詹姆斯·多诺万翻译. Lucas Brothers. 1829.